# Trochoideus americanus
Trochoideus americanus is een keversoort uit de familie zwamkevers (Endomychidae). De wetenschappelijke naam van de soort werd in 1840 gepubliceerd door Buquet.